# リル・ダーク
リル・ダーク（Lil Durk、本名: Durk Derrick Banks、1992年10月19日 - ）は、アメリカ合衆国イリノイ州シカゴ出身のラッパー、歌手、ソングライター、ヒップホップミュージシャン。自身のコレクティブでレコードレーベルでもあるOnly the Familyの創設者でもある。

## 来歴
リル・ダークは17歳で父親になり、高校を中退した後、より真剣に音楽のキャリアを追い求めた。2011年、チーフ・キーフやフレンチ・モンタナのレーベルと契約する計画があったが頓挫する。
2013年10月14日、4作目のミックステープ『Signed to the Streets』をリリースし、ローリング・ストーン誌の年間ベスト・ミックステープ第8位に選ばれた。
2014年、リル・ダークはXXLマガジンのフレッシュマン・クラスに選ばれた。7月7日、5作目のミックステープ『Signed to the Streets 2』をリリースした。
2015年6月2日、デビュー・アルバム『Remember My Name』をリリースし、米Billboard 200で最高14位を記録した。12月15日に6作目となるミックステープ『300 Days, 300 Nights』をリリースする。
2016年7月22日、2作目のアルバム『Lil Durk 2X』をリリースした。11月には7作目のミックステープ『They Forgot』をリリースする。 
2018年、リル・ダークはAlamo RecordsとInterscope Recordsと契約し、11月9日に3作目のアルバム『Signed to the Streets 3』をリリースした。
2019年8月2日、4作目のアルバム『Love Songs 4 the Streets 2』をリリースし、全米4位を記録する。
2020年5月8日、5作目のアルバム『Just Cause Y'all Waited 2』をリリースし、全米最高2位を記録する。8月14日、ドレイクのシングル「Laugh Now Cry Later」にフィーチャーされ全米2位を記録する。同曲は第63回グラミー賞の最優秀メロディック・ラップ・パフォーマンス賞と最優秀ラップ楽曲賞にノミネートされた。

## 人物

### 家族
リル・ダークには7人の子供がいる。

### 周囲の人物
2014年5月31日、ダークのいとこであるラッパーのMcArthur "OTF Nunu" Swindleが殺害された。その後、2015年3月27日、ダークの友人でありマネージャーでもあるUchenna "OTF Chino Dolla" Aginaも射殺されている。2020年11月6日、ダークの幼馴染であるキング・ヴォンがアトランタで殺害された。

### 事件
2011年、リル・ダークはシリアル番号が改ざんされた銃器の所持などの罪で逮捕され、3ヶ月の実刑判決を受けた。その後、保釈金で一時釈放されたが、87日間服役した。
2013年6月5日、ダークはシカゴのサウスグリーンストリートで警察に接近された際、装填された40口径の拳銃を車に投げ込んだとして逮捕された。彼は重罪犯による武器の不法使用の罪で起訴されたが、7月18日に釈放された。
2015年9月4日、ペンシルベニア州フィラデルフィアのセンターシティにあるシアター・オブ・リビング・アーツで予定されていたコンサート公演の数時間前に銃撃戦が発生し、ダークのツアーバスが銃撃で破損し、現場で1人の男性が死亡した。ダークは警察に逮捕されたり尋問されたりすることはなかった。
2016年8月19日、銃の容疑で逮捕された際に保護観察を無視していたことが明らかになったが、裁判官は容疑を取り下げた。

## ディスコグラフィ
スタジオ・アルバム
- Remember My Name (2015年)
- Lil Durk 2X (2016年)
- Signed to the Streets 3 (2018年)
- Love Songs 4 the Streets 2 (2019年)
- Just Cause Y'all Waited 2 (2020年)
- The Voice(2020年)
- 7220（2022年）
- Almost Healed（2023年）
- Deep Thoughts（2025年）